# Xiāngnǔ xiāoxiāo
Xiāngnǔ xiāoxiāo (湘女萧萧), comercialitzada internacionalment com A Girl from Hunan, és una pel·lícula dramàtica xinesa de 1986 dirigida per Xie Fei i U Lan. La pel·lícula es va projectar a la secció Un Certain Regard al 40è Festival Internacional de Cinema de Canes, i va ser una de les primeres pel·lícules de la Xina continental que es va projectar comercialment als Estats Units. La pel·lícula està basada en un conte de 1929, Xiao Xiao (o Hsiao Hsiao), de l'autor Shen Congwen.

## Argument
Narra la història d'una noia deliberada (inicialment interpretada per Lin Qing i interpretada com a adulta per Naren Hua) que, a l'inici de la pel·lícula, està a punt de casar-se amb un nen de dos anys, Chun Guan. Xiao Xiao, la noia en qüestió, només té dotze anys.
Deixada pel seu oncle en aquest poble remot, s'espera que Xiao Xiao sigui menys una dona que una mare del seu nou marit i visqui sota el control dominant de la seva sogra. Ara amb setze anys, Xiao Xiao crida l'atenció d'un granger, Hua Gou (interpretat per Deng Xiaoguang). Es deixa seduir per ell i aviat es troba embarassada. Sabent que el poble tradicional encara executa dones per adulteri, Xiao Xiao està desesperada per avortar el nadó, però no aconsegueix el seu objectiu.
Amb el seu embaràs clar, Xiao Xiao s'enfronta a la ira de la seva sogra, només per ser salvada per l'atractiu del seu jove marit, que ha començat a estimar la seva dona, encara que potser més com a figura materna que com a cònjuge. Quan neix el fill de Xiao Xiao, un nen, la seva sogra comença el procés de casar-lo amb una altra adolescent.
Una noia de Hunan descriu una bella naturalesa humana per derrotar els antics costums feudals, també reflectint l'entorn de l'oest de Hunan és un lloc tancat. La distinta intoxicació de Shen Congwen amb l'estil de vida xinès també es pot veure a la novel·la. Entre ells hi ha la senzillesa, la innocència, la ignorància, la confusió i la llibertat. La figura típica de Xiao Xiao no té cultura, no ha estat infectada pel món exterior. Tenia un cor jove i bell amb una vitalitat primitiva, i en ella podíem sentir una bellesa natural i sense polir de la naturalesa humana. Gent sense intriga i egoisme. Tot ple de calidesa, podem veure de la dolçor entre Xiao Xiao i el seu petit marit, els delicats sentiments de Xiao Xiao cap a Motley, la pura amistat entre el seu petit marit i Motley, l'amor i la cura del seu avi i la tolerància del seu avi. patriarca de Xiao Xiao després del seu embaràs inesperat. Reflecteix la bellesa de la naturalesa humana.

## Repartiment
- Naren Hua com a Xiao Xiao (adult)
- Deng Xiaoguang com a Hua Gou
- Lin Qing com a Xiao Xiao (nen)
- Yu Zhang com a Chun Guan
- Ni Meiling com la mare de Chun Guan
- Zeng Peng com el jove Chun Guan

## Premis
Va rebre el Premi Don Quijote al Festival Internacional de Cinema de Sant Sebastià 1988.